# Nanos rubrosignatus
Nanos rubrosignatus là một loài bọ cánh cứng trong họ Bọ hung (Scarabaeidae).